# Ello (sociaalnetwerksite)
Ello was een gratis en reclamevrij sociaalnetwerkplatform dat de functies van Facebook, Twitter, Tumblr en WhatsApp zou combineren. Ello onderscheidt zich van andere sociale media doordat het stelt niet te handelen in gebruikersdata. Het werd opgericht door Paul Budnitz en in eerste instantie slechts gebruikt door kunstenaars in de Amerikaanse staat Vermont.